# Sara Andrés Barrio
Sara Andrés Barrio (Madrid, 21 de agosto de 1986) :3 es una atleta paralímpica española que compite en pruebas de velocidad y salto de longitud en competiciones internacionales de atletismo,  que compitió en los Juegos Paralímpicos de Verano de 2016 y 2020. Es doble medallista de bronce mundial y medallista de plata europea en velocidad. Sara perdió ambas piernas en un accidente automovilístico en 2011; era
karateka y tenista aficionada antes de su accidente.
Sara escribió un libro para niños, publicado en 2019, titulado ¿Sabes quién soy?. Es un libro ilustrado de 36 páginas de cinco personajes que tienen diferentes aficiones y discapacidades; el libro explica cómo los personajes viven su día a día y rompiendo estereotipos. También trabaja como profesora de primaria en Villanueva de la Cañada, donde se tomó una excedencia en 2019 para prepararse y entrenar para los Juegos Paralímpicos de Verano de 2020.